# Meg Stuart
Meg Stuart (New Orleans, 1965) is een Amerikaanse choreografe en danseres wonend en werkzaam in Brussel en Berlijn. Haar gezelschap, Damaged Goods, opereert sinds 1994 vanuit Brussel.

## Start als danseres en choreografe
Stuart verhuist naar New York in 1983 en studeert dans aan de New York University. Ze zet haar opleiding verder aan het Movement Research (New York) waar ze allerhande release technieken bestudeert en is actief in de Downtown New Yorkse dansscene. In de jaren tachtig werkte ze als danseres met Nina Martin, Lisa Kraus, Federico Restrepo en Marcus Stern. Gedurende vijf jaar (1986-1992) maakte ze deel uit van de Randy Warshaw Dance Company. Op uitnodiging van het dansfestival Klapstuk 91 in Leuven maakt ze Disfigure Study (1991), haar eerste avondvullende voorstelling en lanceert zo haar artistieke carrière in Europa. In die choreografie benadert Stuart het lichaam als een kwetsbare fysieke entiteit die gedeconstrueerd, vervormd en verplaatst kan worden, maar nog steeds betekenissen genereert.

## Damaged Goods
De interesse in een eigen structuur groeit en leidt in 1994 tot de oprichting van haar eigen gezelschap Damaged Goods in Brussel. Damaged Goods heeft een open en dynamische structuur. Dat maakt de productie van zeer diverse projecten en interdisciplinaire samenwerkingen mogelijk. Samen creëerden Meg Stuart en Damaged Goods een breed scala aan projecten, gaande van solo’s zoals XXX for Arlene and Colleagues (1995), Soft Wear (2000) en de avondvullende solo Hunter (2014) tot groepschoreografieën als Visitors Only (2003), Built to Last (2012) en UNTIL OUR HEARTS STOP (2015). Daarnaast werkten ze ook aan installaties, locatieprojecten en videowerken.
Damaged Goods heeft een doorlopende samenwerking met Kaaitheater (Brussel) en HAU Hebbel am Ufer (Berlijn). Eerdere werd ook al samengewerkt met Schauspielhaus Zürich (2000–2004), Volksbühne am Rosa-Luxemburg-Platz Berlin (2005–2010), Münchner Kammerspiele (2010-2015) en Ruhrtriennale (2015-2017).

## Improvisatie en artistieke samenwerking
Improvisatie is een belangrijk onderdeel van Meg Stuart haar praktijk. Ze stond aan de basis van verschillende improvisatieprojecten, waaronder Crash Landing en Auf den Tisch!. In 2016 cureerde ze de improvisatieserie City Lights – a continuous gathering in het Berlijnse HAU Hebbel am Ufer, in samenwerking met een groep vrouwelijke lokale artiesten.
Stuart tracht in samenwerking met artiesten uit uiteenlopende disciplines voor elke creatie een nieuwe bewegingstaal te ontwikkelen en begeeft zich vaak op de grens van dans en theater. Zo werkte ze reeds samen met onder andere beeldende kunstenaars Gary Hill en Ann Hamilton, en componisten zoals Hahn Rowe en Brendan Dougherty. Het gebruik van theatrale elementen en een dialoog tussen beweging en een verhaallijn keren regelmatig terug in haar choreografieën. Het werk van Stuart toont een kwetsbaar lichaam dat zichzelf in vraag stelt. Via improvisatie bestudeert en ontleedt ze de emotionele en fysieke toestanden van het lichaam of hun herinneringen. De identiteit van Stuarts artistieke werk herdefinieert zichzelf telkens opnieuw in de zoektocht naar nieuwe presentatiecontexten en territoria voor dans.

## Werk als docent
Naast haar werk als choreografe, geeft Meg Stuart workshops en masterclasses in dansscholen en instituties over de hele wereld. In het wintersemester 2016/2017 was ze gastprofessor binnen het Valeska Gert Visiting Professorship-programma aan de Freie Universität Berlin

## Onderscheidingen
Meg Stuart en Damaged Goods ontvingen de Cultuurprijs K.U. Leuven (2000), de Duitse theaterprijs Der Faust (2006) voor haar choreografie van Replacement, de prestigieuze Franse Prijs voor Kritiek (2008) voor Blessed, een speciale prijs voor Maybe Forever op het BITEF Festival in Belgrado (2008), een New York Dance and Performance Award (2008), beter bekend als de BESSIE Award, voor het geheel van haar oeuvre, de Vlaamse Cultuurprijs in de categorie podiumkunsten (2008) en de Konrad Wolf Preis 2012 voor Stuarts bijdragen aan de podiumkunsten.
In 2014 kreeg Meg Stuart de Grand Prix de la Danse de Montréal, een prijs die sinds 2011 wordt toegekend aan danskunstenaars (individu's, groepen of dansgezelschappen) die een buitengewone bijdrage aan de kunstvorm hebben geleverd, en wiens werk tijdens het voorgaande seizoen in Montréal werd gepresenteerd. Door het Duitse tijdschrift tanz - Zeitschrift für Ballett, Tanz und Performance werd Meg Stuart in 2014 ook bekroond tot choreografe van het jaar voor haar producties Sketches/Notebook en Hunter.
In januari 2018 werd bekendgemaakt dat Meg Stuart in juni 2018 de Gouden Leeuw Lifetime Achievement in de categorie Dans ontvangt op de Biënnale van Venetië. Ze krijgt de prijs omdat ze voor elke creatie een nieuwe taal en een nieuwe methode heeft ontwikkeld, in samenwerking met kunstenaars uit verschillende disciplines, en steeds bewegend op de grens tussen dans en theater. Ze heeft, volgens de motivatie van de Biënnale van Venetië, haar werk steeds opnieuw geherdefinieerd in haar zoektocht naar nieuwe contexten en te verkennen territoria. In maart 2018 werd aangekondigd dat Meg Stuart in september de Tanzpreis AKTUELL - Herausragende Interpret*innen krijgt van Dachverband Tanz Deutschland.

## Choreografieën/samenwerkingen
- Disfigure Study, 1991[9]
- No Longer Readymade, 1993[10]
- Swallow my yellow smile, 1994[11]
- XXX for Arlene and Colleagues, 1995[12]
- No One is Watching, 1995[13]
- Inside Skin #1 They live in Our Breath, 1996[14]
- Splayed Mind Out, 1997[15]
- Remote, 1997[16]
- appetite, 1999[17]
- Comeback, 1999
- Snapshots, 1999
- I'm all yours, 2000[18]
- Private Room, 2000[19]
- sand table, 2000[20]
- Soft Wear, 2000[21]

- Highway 101, 2000/2001[22]
- Alibi, 2001[23]
- Henry IV, 2002
- Das goldene Zeitalter, 2003
- Visitors Only, 2003[24]
- Forgeries, Love and Other Matters, 2004[25]
- Der Marterphahl, 2005
- REPLACEMENT, 2006[26]
- It's not funny!, 2006[27]
- Blessed, 2007[28]
- Maybe Forever, 2007[29]
- All Together Now, 2008[30]
- Die Massnahme/Mauser, 2008
- Do Animals Cry, 2009[31]
- the fault lines, 2010[32]

- Signs of Affection, 2010[33]
- Off Course, 2010[34]
- Atelier, 2011[35]
- VIOLET, 2011[36]
- Built to Last, 2012[37]
- Sketches/Notebook, 2013[38]
- An evening of solo works, 2013[39]
- Hunter, 2014[40]
- UNTIL OUR HEARTS STOP, 2015[41]
- Inflamável, 2016[42]
- Shown and Told, 2016[43]
- Atelier III, 2017[44]
- Projecting [Space[, 2017[45]
- Celestial Sorrow, 2018[46]

## Improvisaties
- Crash Landing, 1996-1999[47]
- Auf den Tisch!,2005-2011[48]

- Politics of Ecstasy, 2009[49]
- Atelier II, 2012[50]

- City Lights - a continuous gathering, 2016[51]

## Projecten
- Running, 1992[52]
- This is the Show and the Show is Many Things, 1994[53]

- Revisited, 2007[54]
- walk+talk #2, 2008[55]
- Intimate Strangers, Brussels, 2008[56]

- walk+talk #16, 2011[57]
- Intimate Strangers, Ghent, 2011[58]

## Videowerk
- Smell the flowers while you can (Johan Grimonprez, 1994-2012, 6 min)[59]
- Meg Stuart’s Alibi (Maarten Vanden Abeele, 2001, 24 min)[60][61][62]
- the invited (Jonathan Inksetter, 2003, 12 min)[60][61][63]

- Somewhere in between (Pierre Coulibeuf, 2004, 67 min)[64][65]
- The Only Possible City (Meg Stuart, 2008)[60][61][66]
- I thought I'd never say this (Philipp Hochleichter, 2008, video-installatie)[67]

- Inflamável (Meg Stuart, 2016, 16 min)[60][61]
- Study of a Portrait (Meg Stuart, 2016, video-installatie)[68]

## Samen- en medewerking
Verschillende projecten van Meg Stuart werden gecreëerd samen met de dansers en performers. Dansers en performers die aan meerdere van haar projecten meewerkten, zijn onder anderen:
- Florence Augendre;
- Simone Aughterlony;
- Heine Avdal;
- Alexander Baczynski-Jenkins;
- Milli Bitterli;
- Francisco Camacho;
- Varinia Canto Vila;
- Thomas Conway;
- Ugo Dehaes;
- Jorge Rodolfo de Hoyos;
- Mor Demer;
- Christine De Smedt;
- Joséphine Evrard;

- Davis Freeman;
- Eric Grondin;
- David Hernandez;
- Abraham Hurtado;
- Márcio Kerber Canabarro;
- Adam Linder;
- Antonija Livingstone;
- Benoît Lachambre;
- Anna MacRae;
- Roberto Martínez;
- Renan Martins de Oliveira;
- Andreas Müller;
- Anja Müller;

- Kotomi Nishiwaki;
- Rachid Ouramdane;
- Sonja Pregrad;
- Vania Rovisco;
- Roger Sala Reyner;
- Maria F. Scaroni;
- Yukiko Shinozaki;
- Mariana Tengner;
- Kristof Van Boven;
- Frank James Willens;
- Thomas Wodianka;
- Sigal Zouk.

Andere kunstenaars die optraden als co-creator waren onder anderen:
- Gary Hill (Splayed Mind Out);
- Ann Hamilton (Appetite);

- Magali Desbazeille (Sand Table)
- Jorge Léon (I’m all yours);

- Philipp Gehmacher (Maybe Forever);
- Tim Etchells (Shown and told).

De dramaturgen die regelmatig aan de projecten van Meg Stuart meewerkten, zijn onder anderen:
- André Lepecki;
- Bettina Masuch;

- Jeroen Peeters;
- Bart Van den Eynde;

- Myriam Van Imschoot.

Voor de muziek en sound design deed Meg Stuart regelmatig een beroep op onder anderen:
- Bart Aga;
- Brendan Dougherty;

- Paul Lemp;
- Vincent Malstaf;

- Hahn Rowe.

De tekstbijdragen werden voor verschillende producties geleverd door Tim Etchells. Video, film en andere visuals werden gecreëerd door onder anderen:
- Chris Kondek;

- Jorge León;

- Vladimir Miller.

De kostuums werden ontworpen door onder anderen:
- Nathalie Douxfils;
- Sofie Durnez;
- Nadine Grellinger;

- Nina Gundlach;
- Claudia Hill;
- Tina Kloempken;

- Jean-Paul Lespagnard;
- Dorothee Loermann.

Het lichtontwerp werd verzorgd door onder anderen:
- Sandra Blatterer;
- Marc Dewit;

- Åsa Frankenberg;
- Michael Hulls;

- Jan Maertens.

Voor setdesign en scenografie deed de choreografe door de jaren heen een beroep op onder anderen:
- Janina Audick;
- Doris Dziersk;

- Anna Viebrock;

- Jozef Wouters.

## (Co)producenten
De projecten van Meg Stuart en Damaged Goods werden door de jaren heen medegeproduceerd door onder andere:
- Centro Cultural de Belém (Lissabon);
- Centre Pompidou (Parijs);
- Dansescenen (Kopenhagen);
- Festival d'Automne (Parijs);
- HAU Hebbel am Ufer (Berlijn);
- Hebbel-Theater (Berlijn);
- Kaaitheater (Brussel);
- Klapstuk (Leuven);

- La Bâtie Festival de Genève (Genève);
- Gessnerallee (Zürich);
- Münchner Kammerspiele (München);
- PACT Zollverein (Essen);
- Rotterdamse Schouwburg (Rotterdam);
- Ruhrtriennale;
- Schauspielhaus Zurich (Zürich);
- Siemens Siemens Kulturprogramm (München);

- TanzWerkstatt (Berlijn);
- Théâtre de la Ville (Parijs);
- Théâtre Garonne (Toulouse);
- Volksbühne am Rosa-Luxemburg-Platz (Berlijn);
- Wexner Center for the Arts (Columbus, Ohio);
- Wiener Festwochen (Wenen).

## Online bronnen
- damagedgoods.be
- Vimeo-kanaal Meg Stuart / Damaged Goods
- Kunstenpunt - Personen - Meg Stuart volgens het Kunstenpunt
- Michaël Bellon, Intimate Strangers - Meg Stuart/Damaged Goods & other artists, in: Brussel Deze Week, 26/11/2008
- Rudi Laermans en Pieter T'Jonck, Esbracejar. Physical paradoxes: Vera Mantero en Meg Stuart, 1993
- Rudi Laermans, De denkbeeldige lichamen van Meg Stuart, in: Etcetera, 1997-06, jaargang 15, nummer 60, p. 29-33
- Rudi Laermans, Lichaamskunst op de rand van theater: Over het werk van Meg Stuart, in: Schimmenspel: Essays over de hedendaagse onwerkelijkheid, Van Halewyck, 1997
- Rudi Laermans, Het lichaam als medium: Notities rondom de Weense stop van Highway 101 van Meg Stuart/Damaged Goods, in: Etcetera, 2000-10, jaargang 18, nummer 73, p. 66-72
- Rudi Laermans, In Media Res: Rondom het werk van Meg Stuart (een wandeling), in: A-Prior N-6, 2001
- Rudi Laermans, Terugkijken naar Disfigure Study, in: Nieuwsbrief Dans in Limburg, 2002
- Rudi Laermans, De onbehaaglijke kunst van Meg Stuart en Damaged Goods, in: 10 jaar Cultuurprijs K.U.Leuven 1992-2002, K.U. Leuven Cultuurcommissie, 2002
- Rudi Laermans, Gaatjes boren in de werkelijkheid: Een gesprek met Meg Stuart, in: Etcetera, 2009, nummer 116
- Jeroen Peeters, Een roadmovie van het zelf, in: Financieel-Economische Tijd, 15/03/2000
- Jeroen Peeters, Een arm aangezet, in: Financieel-Economische Tijd, 13/12/2000
- Jeroen Peeters, Fragmentatie doet zichzelf de das om, in: Financieel-Economische Tijd, 16/12/2000
- Jeroen Peeters, Strategieën van adaptatie: Enkele in- en uitgangen bij Damaged Goods’ Highway 101, in: A-Prior, december 2001
- Jeroen Peeters, Er is geen ontsnappen aan vreemde blikken: Programmatekst bij het solowerk van Meg Stuart en Damaged Goods, mei 2002
- Jeroen Peeters, Fragmenten van een ongezien huis: Bij Visitors Only van Meg Stuart en Damaged Goods, in: Michel Uytterhoeven (ed.), Pigment: Tendensen in het Vlaamse podiumlandschap, Brussel/Gent, 2003, pp. 70–71
- Jeroen Peeters, Hyperportret van Meg Stuart, tekst geschreven op vraag van Schauspielhaus Zürich, mei 2003
- Jeroen Peeters, Ongeziene performances: Meg Stuart en Damaged Goods met 'Visitors Only' in Kaaitheater, in: De Morgen, 12/09/2003
- Jeroen Peeters, Tochtgaten in het hoofd: Meg Stuart en Damaged Goods met 'Visitors Only' in Kaaitheater, in: De Morgen, 15/09/2003
- Jeroen Peeters, Containers als choreografisch medium: Notities bij het werkproces van Visitors Only van Meg Stuart en Damaged Goods, in: Etcetera, december 2003
- Jeroen Peeters, Rommel in het landschap van de ziel: Meg Stuart, Benoît Lachambre en Hahn Rowe met 'Forgeries, Love and Other Matters' in Schauspielhaus Zürich, in: De Morgen, 03/06/2004
- Jeroen Peeters, Meg Stuart/Damaged Goods, Highway 101: we bevinden ons altijd in een performance, in: Humus 3. Kaaitheater 1977-1998-2007, september 2007
- Jeroen Peeters, Gebalde heterogeniteit: Over Annamira Jochims Meg Stuart. Bild in Bewegung und Choreographie, in: Etcetera, april 2009
- Jeroen Peeters, Tegen het sociale aanschurken: Over Do Animals Cry van Meg Stuart en Damaged Goods, programmatekst, mei 2010
- Jeroen Peeters, Sociale choreografie, wrijving en transformatie: Notities bij Do Animals Cry van Meg Stuart en Damaged Goods, in: Nieuwsbrief Dans in Limburg , maart 2011
- Meg Stuart, My work is about asking questions, lezing aan CNDO in Arnhem (Nederland), juni 1992
- Meg Stuart en Catherine Sullivan, Catherine Sullivan and Meg Stuart, in: BOMB magazine, juli 2008
- Pieter T’Jonck, Meg Stuart / Damaged Goods[dode link], in: Dans & publiek - een dossier van Kunstenpunt
- Pieter T'Jonck, Wereldkreatie van Meg Stuart, in: De Standaard, 18/10/1991
- Pieter T'Jonck, Dansen op een kerkhof, in: De Standaard, 12/10/1993
- Pieter T'Jonck, Meg Stuarts kommentaar op echtheid van de show, in: De Standaard, 25/10/1994
- Pieter T'Jonck, Meg Stuart op grens van toonbaar en niet-toonbaar, in: De Standaard, 19/10/1995
- Pieter T'Jonck, Hernieuwde kennismaking met Meg Stuart, in: De Standaard, 09/02/1996
- Pieter T'Jonck, Meg Stuart spil van geslaagde improvisatie, in: De Standaard, 12/10/1996
- Pieter T'Jonck, Meg Stuart grensverleggend, in: De Standaard, 26/04/1997
- Pieter T'Jonck, Drie keer Meg Stuart, in: De Standaard, 03/05/1997
- Pieter T'Jonck, Een deken voor de toeschouwers, in: De Standaard, 08/09/1998
- Pieter T'Jonck, Meg Stuart vindt lichtere toonaard, in: De Standaard, 12/09/1998
- Pieter T'Jonck, Highway 101 maakt vernuftig gebruik van Kaaitheaterstudio's: Wie bekijkt wie bij Meg Stuart?, in: De Standaard, 17/03/2000
- Pieter T'Jonck, Na de zondvloed, in: De Tijd, 05/12/2001
- Pieter T'Jonck, Reis terug in de tijd, in: De Tijd, 13/02/2002
- Pieter T'Jonck, Een onbeschrijflijke toestand: ALIBI (Meg Stuart/Damaged Goods), in: Etcetera, 2002-02, jaargang 20, nummer 80, p. 59,
- Pieter T'Jonck, Bezeten theater: Meg Stuart over Visitors Only, in: De Tijd, 03/09/2003,
- Pieter T'Jonck, Forgeries, Love and Other Matters voor het eerst in België: Een relatiekomedie à la Woody Allen, in: De Tijd, 28/10/2004,
- Pieter T'Jonck, Nieuwe regels voor dansimprovisatie: Dramaturge Myriam Van Imschoot over 'At the table' van Meg Stuart, in: De Tijd, 30/09/2005,
- Pieter T'Jonck, Meg Stuart presenteert Replacement, in: De Morgen, 06/05/2006
- Pieter T'Jonck, Blessed van Meg Stuart: De zondvloed voorbij, in: De Morgen, 10/03/2007
- Pieter T'Jonck, De extremen raken elkaar: Choreografen Stuart en Gehmacher samen in het Kaaitheater, in: De Morgen, 06/03/2007
- Pieter T'Jonck, Liefde voor altijd?: Meg Stuart en Philipp Gehmacher > Maybe Forever, in: De Morgen, 03/10/2007
- Pieter T'Jonck, Meg Stuart, Benoît Lachambre en Hahn Rowe: Forgeries, love and other matters, in: De Morgen, 02/04/2008
- Marianne Van Kerkhoven, Focus Meg Stuart, in: Kaaitheater bulletin, september 2003

- Bibsys: 2105300
- Bibliothèque nationale de France: cb14658351f (data)
- Gemeinsame Normdatei: 124221157
- International Standard Name Identifier: 0000 0000 7844 8340
- Library of Congress Control Number: n97851051
- Nationale Bibliotheek van Letland: 000216392
- Nationale Bibliotheek van Tsjechië: xx0172091
- Nationale Bibliotheek van Israël: 987007413665505171
- Nederlandse Thesaurus van Auteursnamen: 305938975
- Réseau des bibliothèques de Suisse occidentale: 02-A018141352
- SNAC: w6mc9mdf
- Système universitaire de documentation: 113110898
- Trove: 1571463
- Virtual International Authority File: 8382149296214580670003